# Wspólnota mieszkaniowa
Wspólnota mieszkaniowa (WM) – ogół właścicieli, których lokale wchodzą w skład określonej nieruchomości (zwykle jednego budynku wraz z otaczającym terenem).

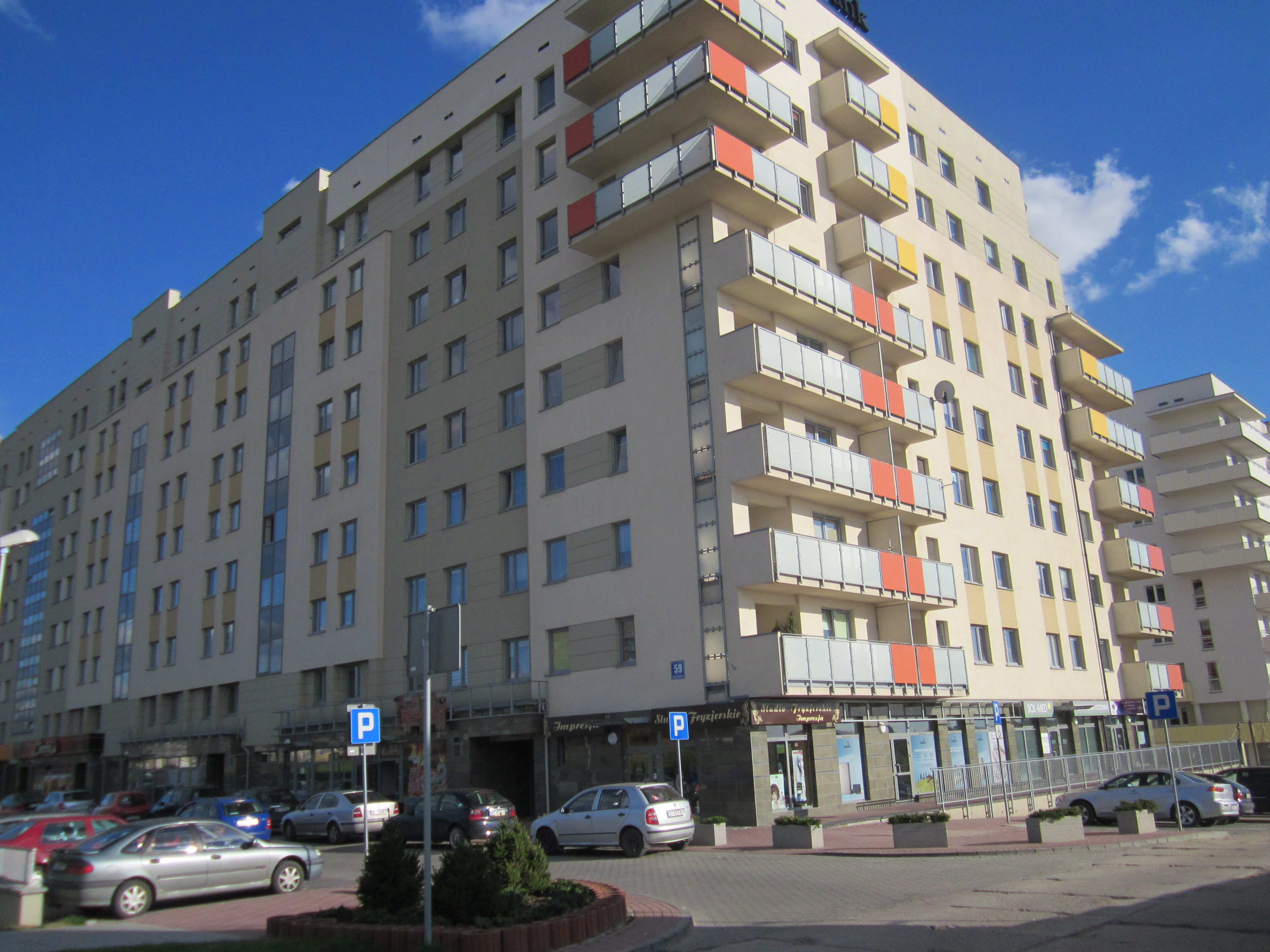
Słoneczne Tarasy – wspólnota mieszkaniowa w Białymstoku

Pojęcie wspólnoty mieszkaniowej wprowadziła ustawa o własności lokali z 24 czerwca 1994, która weszła w życie 1 stycznia 1995. Przepisy ustawy stanowią uszczegółowienie przepisów o współwłasności, które zawarte są w art. 195-221 Kodeksu cywilnego. Na początku lat 90. XX w. wraz z rozwojem przedsiębiorstw deweloperskich oraz prywatyzacji lokali należących m.in. do gmin i przedsiębiorstw państwowych wzrastała liczba budynków należących do wielu właścicieli (czasami kilkudziesięciu), a w konsekwencji wyzwań związanych z zarządzaniem tego typu nieruchomościami. Dlatego też niezbędne stało się wprowadzenie nowych uregulowań prawnych.
Wspólnota mieszkaniowa powstaje z mocy prawa z chwilą wyodrębnienia pierwszego lokalu. Powstają wówczas jakby dwie nieruchomości (posiadające odrębne księgi wieczyste): lokalowa i budynkowa. Z prawa własności nieruchomości lokalowej wynika prawo współwłasności nieruchomości budynkowej.
Ustawa o własności lokali wprowadza szereg pojęć i procedur, których zrozumienie jest niezbędne dla prawidłowego korzystania z członkostwa we wspólnocie mieszkaniowej m.in. przy podejmowaniu uchwał i uczestnictwie w zarządzaniu nieruchomością wspólną.

## Forma prawna, podmiotowość
Wspólnota mieszkaniowa jest jednostką organizacyjną nieposiadająca osobowości prawnej. Jest w pewnym sensie „przedsiębiorstwem” lub „spółką”, do której przystępuje się przymusowo w momencie nabycia lokalu. Wspólnota mieszkaniowa może nabywać prawa i zaciągać zobowiązania, pozywać i być pozywana, wchodzić w stosunek pracy jako pracodawca.
Wspólnota zwykle posiada:
- firmę – nazwę składającą się ze słów „wspólnota mieszkaniowa” oraz oznaczenia danej nieruchomości np. Wspólnota Mieszkaniowa przy ul. Wikipedystów 1 w Krakowie;
- organy – zarząd wspólnoty (ewentualnie zarządcę), zgromadzenie ogółu właścicieli;
- siedzibę – zwykle jest to adres jednego z członków zarządu lub adres zarządcy/administratora;
- nr REGON – nadany przez Główny Urząd Statystyczny;
- nr NIP – nadany przez właściwy Urząd skarbowy.

Niejasna jest zdolność wspólnoty do nabywania nieruchomości. Ustawa nie wyklucza nabycia nieruchomości. Z drugiej strony w piśmiennictwie branżowym przytaczane są przykłady odmowy przez sąd wpisania do ksiąg wieczystych wspólnoty jako właściciela, a wpisywanie lokalu do majątku wspólnego członków wspólnoty. Sąd Najwyższy różnie orzekał na ten temat.

### Opodatkowanie i oskładkowanie
Wspólnota mieszkaniowa nie jest podatnikiem podatku od nieruchomości, są nimi jej członkowie, zgodnie z powierzchnią i przeznaczeniem lokalu, a w odniesieniu do części wspólnych nieruchomości – proporcjonalnie do posiadanych udziałów w niej. Podobnie, członkowie wspólnoty, a nie ona sama, podlegają obowiązkom ustawy o opłatach abonamentowych – wyjątek stanowi sytuacja, gdy wspólnota użytkuje odbiornik radiowy lub telewizyjny dla celów wspólnych, np. w stróżówce dla zatrudnionego dozorcy, ochroniarza lub stróża.
W przypadku uzyskiwania dochodów z dodatkowej działalności, takiej jak dochody kapitałowe z lokat lub wynajmowanie lokali użytkowych należących do części wspólnych budynku, wynajmowanie powierzchni budynków mieszkalnych (dachów, elewacji itd.) pod reklamy, wspólnota dodatkowo podlega obowiązkom:
- ordynacji podatkowej
- ustawie o podatku dochodowym od osób prawnych
- ustawie o podatku od towarów i usług

W przypadku zatrudniania pracowników wspólnota dodatkowo podlega obowiązkom pracodawcy w zakresie szeroko rozumianego prawa pracy oraz przepisów dotyczących płatników podatku dochodowego od osób fizycznych, składek na ubezpieczenia społeczne i  ubezpieczenie zdrowotne.

### Rodzaje wspólnot mieszkaniowych
Istnieją dwa rodzaje wspólnot mieszkaniowych:
- mała wspólnota mieszkaniowa (maksimum trzy lokale[8]) – działa na podstawie ustawy o własności lokali, natomiast zarząd wspólnotą mieszkaniową odbywa się na podstawie przepisów o współwłasności, które zawarte są w art. 195-221 Kodeksu cywilnego np. do rozporządzania rzeczą wspólną oraz do innych czynności, które przekraczają zakres zwykłego zarządu, potrzebna jest zgoda wszystkich współwłaścicieli[9][10].
- duża wspólnota mieszkaniowa (minimum cztery lokale) – działa na podstawie ustawy o własności lokali, np. do podjęcia przez zarząd czynności przekraczającej zakres zwykłego zarządu potrzebna jest uchwała właścicieli lokali, wyrażająca zgodę na dokonanie tej czynności oraz udzielająca zarządowi pełnomocnictwa do zawierania umów stanowiących czynności przekraczające zakres zwykłego zarządu w formie prawem przewidzianej (uchwały zapadają większością głosów właścicieli lokali, liczoną według wielkości udziałów, chyba że w umowie lub w uchwale podjętej w tym trybie postanowiono, że w określonej sprawie na każdego właściciela przypada jeden głos)[11].

### Zasady wyodrębniania lokali
Lokalem wyodrębnionym może być samodzielny lokal np. mieszkalny lub usługowy. Samodzielność stwierdza starosta. Do lokalu mogą być przynależne inne pomieszczenia np. pomieszczenia piwniczne. Wyodrębnienie notarialne jest nierozłącznie związane z ustanowieniem współwłasności, której nie można znieść bez zniesienia odrębności lokali.

### Udziały i głosy
Poszczególne lokale i nieruchomość wspólna (budynek, wspólnota) posiadają odrębne księgi wieczyste. W dziale II księgi wieczystej nieruchomości wspólnej figurują właściciele poszczególnych lokali wraz z posiadanym udziałem w nieruchomości wspólnej np.:
- Deweloper sp. z o.o. – 14 710/100 000 udziałów w nieruchomości wspólnej (14,71%),
- Anna i Adam Kowalscy – 1 230/100 000 udziałów w nieruchomości wspólnej (1,23%),

Nieruchomość wspólna może obejmować więcej niż jeden budynek lub być położona na więcej niż jednej działce gruntowej. Obecnie online dostępna jest już znaczna część ksiąg wieczystych, jak i też danych z systemu informacji geodezyjnej.
Udział w nieruchomości wspólnej obliczany jest jako iloraz powierzchni użytkowej lokalu i sumy powierzchni użytkowych wszystkich lokali w danej nieruchomości. Do powierzchni użytkowej lokali dodaje się powierzchnię pomieszczeń przynależnych, np. piwnic.
Uchwały zapadają większością głosów właścicieli lokali liczoną według wielkości udziałów, chyba że w umowie lub w uchwale podjętej w tym trybie postanowiono, że w określonej sprawie na każdego właściciela przypada jeden głos. Jeżeli suma udziałów w nieruchomości wspólnej nie jest równa 1 albo większość udziałów należy do jednego właściciela bądź gdy obydwa te warunki spełnione są łącznie, głosowanie według zasady, że na każdego właściciela przypada jeden głos, wprowadza się na każde żądanie właścicieli lokali posiadających łącznie co najmniej 1/5 udziałów w nieruchomości wspólnej.

## Zarząd wspólnoty mieszkaniowej
Wspólnota mieszkaniowa działa poprzez swój organ, którym jest zarząd wspólnoty. W dużych wspólnotach (minimum cztery lokale) istnieje obowiązek wyboru zarządu. Wyboru dokonują właściciele lokali, podejmując stosowną uchwałę. Członkiem zarządu wspólnoty może być tylko osoba fizyczna wybrana spośród właścicieli lub spoza ich grona (np. pełnoletni członek rodziny właściciela).
Alternatywnym rozwiązaniem jest możliwość powierzenia przez właścicieli zarządu osobie fizycznej lub prawnej, np. przedsiębiorcy lub spółce prawa handlowego prowadzącej działalność w zakresie zarządzania nieruchomościami. W praktyce powierzenie zarządu (wybór zarządcy) następuje w umowie notarialnej o ustanowieniu odrębnej własności lokalu lub w formie uchwały wspólnoty protokołowanej przez notariusza. W celu uszczegółowienia praw i obowiązków obu stron stosunku prawnego zwykle zawierana jest umowa o zarządzanie pomiędzy wspólnotą (reprezentowaną przez pełnomocników wybranych w formie uchwały) i zarządcą. Umowa o zarządzanie nieruchomością jest umową nazwaną. Umowa wymaga formy pisemnej pod rygorem nieważności, a w jej treści wskazuje się zarządcę nieruchomości odpowiedzialnego za wykonanie umowy oraz oświadczenie o posiadanym ubezpieczeniu odpowiedzialności cywilnej za szkody wyrządzone w związku z wykonywaniem czynności zarządzania nieruchomościami.

## Wspólnoty a spółdzielnie mieszkaniowe
Ostatnie zmiany prawa spółdzielczego zmierzają do umożliwienia wykupu lokali spółdzielczych i tworzenia wspólnot mieszkaniowych. Konieczne jest jednak wyodrębnienie ponad połowy lokali (licząc udziały poszczególnych lokali w nieruchomości wspólnej – według aktu notarialnego przenoszącego własność ze spółdzielni na właściciela lokalu) i spełnienie innych wymogów, albowiem wyodrębnianie następuje z majątku spółdzielni, czyli specyficznej formy własności, gdzie np. grunt może nie być własnością spółdzielni. Spółdzielnie zniechęcają do wyodrębniania lokali.
Aby wyłonić wspólnotę mieszkaniową z zasobów spółdzielni mieszkaniowej, należy:
- wyodrębnić wszystkie lokale w ramach nieruchomości gruntowej (art. 26 ustawy o spółdzielniach mieszkaniowych)

lub
- większość właścicieli lokali w budynku lub budynkach położonych w obrębie danej nieruchomości, obliczana według wielkości udziałów w nieruchomości wspólnej, może podjąć uchwałę, że w zakresie ich praw i obowiązków oraz zarządu nieruchomością wspólną będą miały zastosowanie przepisy ustawy z dnia 24 czerwca 1994 r. o własności lokali (art. 241 ustawy o spółdzielniach mieszkaniowych)

Mimo wyłonienia „uśpionej” wspólnoty mieszkaniowej spod jurysdykcji prawa spółdzielczego spółdzielnia mieszkaniowa może, ale nie musi być zarządcą nieruchomości. Reguluje to akt notarialny przenoszący własność, gdyż część spółdzielni mieszkaniowych nakazuje wpis w Akcie notarialnym klauzuli dotyczącej zarządzania nieruchomością wspólną.
Jeśli nowo wyłoniona wspólnota mieszkaniowa chce odebrać zarządzanie nieruchomością wspólną od spółdzielni mieszkaniowej, musi to zrobić w formie aktu notarialnego (notariusz sporządza protokół z głosowania, liczy się procentowy udział w nieruchomości wspólnej).
Zgodnie z wyrokiem NSA z 18 listopada 2009 r., jeżeli w danej nieruchomości jest wyodrębniony więcej niż jeden lokal z zasobów spółdzielczych, to zgodnie z art. 199 KC każda decyzja, która przekracza zakres zwykłego zarządu, musi być zatwierdzona przez wszystkich współwłaścicieli danej nieruchomości (członków i nieczłonków spółdzielni). Np. termomodernizacja nie jest remontem, lecz inwestycją, na którą muszą zgodzić się wszyscy współwłaściciele, nie w formie uchwał spółdzielczych, lecz w drodze indywidualnego zbierania głosów.
Rząd RP w 2012 r. zmierzał do zmiany podstawy prawnej funkcjonowania nieruchomości, w których właścicielami są spółdzielnia mieszkaniowa i osoby fizyczne lub prawne. Wystarczy, że jeden lokal będzie wyodrębniony w nieruchomości (dotychczas należącej do SM), a powstaje wspólnota mieszkaniowa.
Cyt.: Art. 37 ust. 3 projektu ustawy o SM
„Po ustanowieniu odrębnej własności pierwszego lokalu w określonej nieruchomości stosuje się przepisy ustawy z dnia 24 czerwca 1994 r. o własności lokali, niezależnie od pozostawania przez właścicieli lokali członkami spółdzielni.”
Zmieni się też ustawa o własności lokali między innymi:
Cyt.: w art. 23 dodaje się ust. 2b w brzmieniu:
„2b. Jeżeli większość udziałów należy do spółdzielni mieszkaniowej, głosowanie według zasady, że na każdego właściciela przypada jeden głos, wprowadza się na każde żądanie właściciela lokalu.”;
Dodatkowo osoby, które posiadają spółdzielcze własnościowe prawo do lokalu, nie będą musiały wyodrębniać lokalu u notariusza, lecz wystarczy, że założą księgę wieczystą. Ułatwi to tworzenie WM w zasobach spółdzielczych.
Ponadto jeżeli na gruncie, który nie jest własnością spółdzielni, zostały wybudowane lokale spółdzielcze, wówczas po 12 miesiącach od wejścia ustawy spółdzielnia stanie się pełnoprawnym właścicielem gruntu.

## Zarządzanie, zarząd, zarządca, administrator
Te pojęcia są mylone lub mylnie stosowane zamiennie.

### Zarząd wspólnoty – osobowy
Ustawa nakłada obowiązek (pod groźbą zarządu komisarycznego) powołania osobowego zarządu wspólnoty. Wyłania się go w głosowaniu spośród właścicieli (lub spoza ich grona) i jest to czynność przekraczająca zakres zwykłego zarządu.

### Zarząd „małej wspólnoty”
Ustawa nie wprowadza nazewnictwa „mała wspólnota”, a jedynie potocznie nazwę tę przypisuje się wówczas, gdy na terenie nieruchomości liczba lokali wyodrębnionych i niewyodrębnionych, należących nadal do dotychczasowego właściciela, nie jest większa niż 3. O ile właściciele lokali nie uregulowali sposobu wykonywania zarządu w sposób umowny, ustawa odsyła do kodeksu cywilnego, z którego wynika, że zarząd tworzą wszyscy współwłaściciele i jest to zarząd osobowy lub mogą go powierzyć zarządcy profesjonalnemu.
W sytuacji gdy sposób wykonywania zarządu wynika z umowy właścicieli lub odpowiednio z mocy orzeczenia sądu znoszącego współwłasność, to nie obowiązuje równolegle żaden z ustawowych sposobów wykonywania zarządu nieruchomością wspólną. Przestaje również mieć znaczenie liczba lokali (do 3 lub powyżej), ponieważ liczba ta jest jedynie kryterium wyboru sposobu wykonywania zarządu w oparciu o przepisy k.c., bądź w oparciu o przepisy rozdziału IV u.w.l. jakie ustawodawca wprowadził jedynie w przypadku, gdy sposób wykonywania zarządu nie został indywidualnie dla danej nieruchomości wspólnej ustanowiony (w umowie bądź w orzeczeniu sądu).
W praktyce najczęściej tzw. małe wspólnoty w ogóle nie podejmują żadnych decyzji o sposobie zarządzania, a spoczywające na nich obowiązki związane z wykonywaniem zarządu częściami wspólnymi wykonują w sposób niezmienny, jak przed zniesieniem współwłasności wydzielonych lokali. Zarząd wykonywany jest bezpośrednio przez współwłaścicieli (bez udziału i pośrednictwa jednostki organizacyjnej jaką jest wspólnota), właściciele nie mogą podejmować uchwał w oparciu o wyłączone ze stosowania przepisy rozdziału IV u.w.l., ponieważ sami są władni podejmować zarówno decyzje, jak również realizować czynności wykonawcze. Nie ma zatem nawet potrzeby podejmowania uchwał, które z założenia stanowią wytyczne dla odrębnego organu wykonawczego, jakim mógłby być zarząd wspólnoty. Podejmowanie decyzji nie polega na głosowaniu właścicieli w roli członków wspólnoty (w tej roli właściciele nie występują), lecz na wypracowywaniu zgody pomiędzy współwłaścicielami na przeprowadzenie czynności zwykłego zarządu, bądź wykraczających poza (odpowiednio w oparciu o przepisy art. 199 i 201 k.c.).

### Zarząd profesjonalny – zarządca nieruchomości
Ponieważ zarządzanie wspólnotą może bywać skomplikowane i rodzi odpowiedzialność, ustawą o gospodarce nieruchomościami wprowadzono instytucję zarządcy nieruchomości. We wszystkich wspólnotach można notarialnie powierzyć zarząd zarządcy profesjonalnemu, który przejmuje rolę osobowego zarządu wspólnoty, ponosząc pełną odpowiedzialność. Ustawa nakłada na takiego zarządce duże wymagania ze względu na odpowiedzialność, jaką ponosi.

### Administrator a zarząd
Zarząd osobowy często powierza obowiązki wykonawcze profesjonalnemu administratorowi. Powszechnie i mylnie mówi się, że on „zarządza”. Tymczasem główna odpowiedzialność za zarządzanie wspólnotą spoczywa nadal na osobach wybranych do zarządu, a odpowiedzialność administratora ograniczona jest do treści umowy cywilnoprawnej.

### „Zarząd” jako czynność
W prawie i piśmiennictwie termin „zarząd” używany jest również w znaczeniu czynności. Mówi się o „oddawaniu w zarząd rzeczy”, „sprawowaniu zarządu czymś”. Należy zwracać uwagę na sposób użycia tego terminu we właściwym kontekście.

## Czynności przekraczające zakres zwykłego zarządu
Sformułowanie to pojawia się przy wielu okazjach. Od kodeksu spółek handlowych poprzez ustawę o stowarzyszeniach i kodeks cywilny po ustawę o własności lokali i nie jest jednoznaczne. Jedynie ustawa o własności lokali wymienia je np:
- ustalenie wynagrodzenia zarządu lub zarządcy i ustalenie wysokości opłat na pokrycie kosztów zarządu;
- przyjęcie rocznego planu gospodarczego;
- wybór sposobu zarządzania i zarządu;
- udzielenie zgody na zmianę przeznaczenia, przebudowę nieruchomości wspólnej, wyodrębnienie lokalu powstałego w następstwie przebudowy;
- zmiana wysokości udziałów we współwłasności;
- dokonanie podziału nieruchomości wspólnej;
- zażądanie w trybie procesu sprzedaży w drodze licytacji lokalu właściciela, który zalega długotrwale z zapłatą należnych od niego opłat lub wykracza w sposób rażący lub uporczywy przeciwko obowiązującemu porządkowi domowemu albo przez swoje niewłaściwe zachowanie czyni korzystanie z innych lokali lub nieruchomości wspólnej uciążliwym;
- określenie prowadzenia ewidencji pozaksięgowej kosztów zarządu, zaliczek uiszczanych na pokrycie tych kosztów, a także rozliczeń na rzecz nieruchomości wspólnej.

W odróżnieniu od kodeksu cywilnego, który zastrzega jednomyślność przy czynności przekraczających zakres zwykłego zarządu, ustawa zezwala na decydowanie większościowe we wszystkich sprawach (z wyjątkiem małych wspólnot), w których wymagają one zgody wszystkich.
Jednak zaliczenie do nich planu gospodarczego jest z pozoru sprzeczne. Tymczasem przyjęcie planu gospodarczego obejmującego swym zakresem zwykłe czynności, w tym np. powoływanie funduszu remontowego na remonty bieżące, zaliczki na utrzymanie nieruchomości, ewidencja, są jak najbardziej „zwykłe”, co potwierdza orzecznictwo.
Pokutuje mylny pogląd, że ustawa o własności lokali w ogóle nie dotyczy małej wspólnoty i że musi być w niej jednomyślność we wszystkim, tymczasem różnica polega jedynie na tym, że w „dużej” wspólnocie o wszystkich sprawach decyduje większość, a w „małej” w sprawach przekraczających zakres zwykłego zarządu muszą się zgodzić wszyscy.

## Reprezentacja
Wspólnotę reprezentuje zarząd (lub zarządca). Do czynności przekraczających zakres zwykłego zarządu, zarząd/zarządca musi mieć pełnomocnictwo w formie uchwały.
W małych wspólnotach w sprawach przekraczających zakres zwykłego zarządu, reprezentują właściciele posiadający większość udziałów, lecz nawet mniejszościowy właściciel może wbrew większości za zgodą sądu reprezentować wspólnotę i działać w jej imieniu (art. 202 kodeksu cywilnego).

## Prawa i obowiązki

### Prawa i obowiązki wynikające z ustawy o własności lokali
Każdy ma prawo uczestniczyć w zarządzaniu i zapoznawać się z dokumentami, korzystać z części wspólnych oraz z pożytków. Osoba wykonująca czynności zarządcze ma prawo do wynagrodzenia.
Właściciele lokali ponoszą wydatki związane z utrzymaniem nieruchomości wspólnej i mają obowiązek wpłacać zaliczki na pokrycie kosztów bieżących oraz na fundusz remontowy (do 10 dnia miesiąca – termin ustawowy).
Za zobowiązania wspólnota odpowiada bez ograniczeń, a każdy właściciel lokalu – w części odpowiadającej jego udziałowi. Oznacza to, że w pierwszej kolejności wierzyciele powinni zaspokoić swoje roszczenia z majątku wspólnoty mieszkaniowej. Inna sytuacja wystąpi, gdy np. zarząd przyczynił się do powstania szkody (umyślnie lub nieumyślnie). Wówczas można się liczyć z odpowiedzialnością odszkodowawczą ze strony członków zarządu. W sprawach sądowych wspólnota może pozywać właścicieli, a właściciele wspólnotę.
Organem nadrzędnym nad wspólnotą jest sąd powszechny, który rozstrzyga sporne sprawy, np. powództwo o uchylenie uchwały. Często właściciele wykazują powściągliwość w zwracaniu się do sądów, traktując to jako „ścieżkę wojenną”, a nie jako odwołanie się do organu zwierzchniego w trybie przewidzianym przez prawo. O sprawach wspólnot rozstrzyga sąd w trybie nieprocesowym na posiedzeniu niejawnym.

### Inne obowiązki wspólnoty
Głównie wynikają z:
- kodeksu cywilnego
- prawa budowlanego – prowadzenie dokumentacji obiektu budowlanego, stan techniczny i sanitarny budynku, dokonywanie przeglądów, zapewnianie bezpiecznego użytkowania obiektu w razie wystąpienia czynników zewnętrznych oddziałujących na obiekt, związanych z działaniem człowieka lub sił natury (np. odśnieżanie dachu) itp.;
- ustawy o gospodarce nieruchomościami;
- ustawy o ochronie praw lokatorów, mieszkaniowym zasobie gminy i o zmianie Kodeksu cywilnego
- ustawy o rachunkowości – prowadzenie księgowości i rozliczeń przez rachunek bankowy, co wymaga uzyskania NIP, wypełniania CIT;
- ustawy o statystyce publicznej – uzyskanie REGON[25], sprawozdawczość;
- ustawy o zbiorowym zaopatrzeniu w wodę i zbiorowym odprowadzaniu ścieków
- ustawy o dozorze technicznym - w szczególności w zakresie utrzymania dźwigów (wind) i urządzeń grzewczych
- prawa energetycznego
- prawa pocztowego
- prawa telekomunikacyjnego
- prawa geodezyjnego i kartograficznego
- prawa ochrony środowiska
- prawa lotniczego
- ustawy o zapobieganiu oraz zwalczaniu zakażeń i chorób zakaźnych u ludzi
- ustawy o obronie Ojczyzny
- ustawy o zapewnianiu dostępności osobom ze szczególnymi potrzebami
- ustawy o wychowaniu w trzeźwości i przeciwdziałaniu alkoholizmowi
- ustawy o ochronie przeciwpożarowej,
- ustawy o rzeczach znalezionych,
- ustawy o odpadach
- ustawy o ochronie przyrody
- ustawy o ochronie zwierząt
- ustawy o utrzymaniu porządku w gminach
- innych ustaw szczególnych
- praw lokalnych

Ponadto każdy zarząd powinien być ubezpieczony od odpowiedzialności cywilnej zarządu. Profesjonalni zarządcy mają taki obowiązek, a suma ubezpieczenia uzależniona jest od podległego majątku.

## Zebrania i uchwały
Uchwały właścicieli lokali są podejmowane bądź na zebraniu, bądź w drodze indywidualnego zbierania głosów przez zarząd. Raz w roku, w terminie do 31 marca, zarząd ma obowiązek zwołać zebranie właścicieli lokali, zawiadamiając każdego właściciela lokalu na piśmie przynajmniej na tydzień przed terminem zebrania. Przedmiotem zebrania rocznego powinny m.in. być:
- uchwalenie rocznego planu gospodarczego na pokrycie kosztów zarządu[27]:
  - kosztów zarządzania – wynagrodzenia osób z zarządu, zarządców, administratorów;
  - na remonty i konserwację;
  - za dostawę mediów do nieruchomości wspólnej, oraz opłaty za antenę zbiorczą i windę itp.;
  - ubezpieczenia, podatki;
  - utrzymania porządku i czystości;
- sprawozdanie zarządu i podjęcie uchwały w sprawie udzielenia absolutorium zarządowi (lub jego odpowiednikowi).

## Podział i połączenia wspólnot
Działania deweloperów doprowadziły do powstania różnych sytuacji – wielkich organizmów, będących formalnie wspólnotami, lub osiedli małych wspólnot albo wręcz osiedli domów jednorodzinnych, wymagających jednolitego zarządzania. Przekształcenia są możliwe, ale nie na podstawie ustawy o scalaniu i wymianie gruntów (gdzie wielu zarządców kieruje uwagę), ale drogą czynności cywilnoprawnych. Trudność stanowi uzyskanie jednomyślności zainteresowanych i pracochłonność przygotowania aktów, albowiem droga prowadzi przez zniesienie współwłasności i wymianę udziałów, co nieprawidłowo przygotowane, może pociągnąć za sobą wysoki podatek od czynności cywilnoprawnych.
Administratorzy proponują zarządzanie przez zakładanie stowarzyszeń. Jest to skuteczne, ale Prawo o stowarzyszeniach nie zezwala na zmuszanie do przystąpienia do stowarzyszenia. Ogranicza to prawa do współdecydowania o własności i ułatwia nadużycia.